# Charles Bradley
Pour les articles homonymes, voir Bradley.
 (avril 2011).
Si vous disposez d'ouvrages ou d'articles de référence ou si vous connaissez des sites web de qualité traitant du thème abordé ici, merci de compléter l'article en donnant les références utiles à sa vérifiabilité et en les liant à la section « Notes et références ».

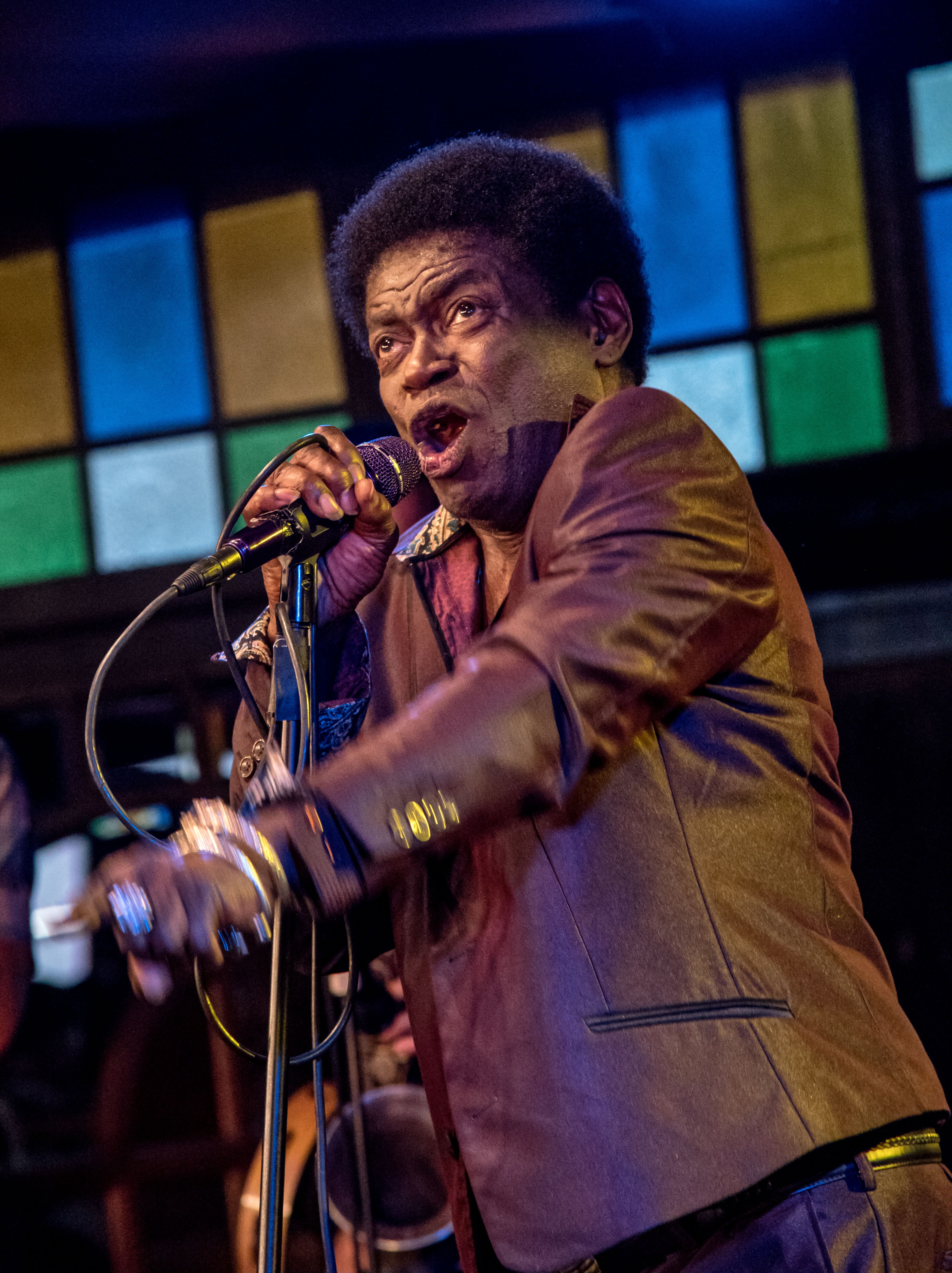
Charles Bradley au Zelt-Musik-Festival en 2015 à Fribourg-en-Brisgau, Allemagne.

Charles Edward Bradley, né le 5 novembre 1948 à Gainesville en Floride et mort le 23 septembre 2017 à Brooklyn (New York), est un chanteur américain de blues/soul édité par le label Daptone Records (dans la division Dunham Records).
Ses performances et son style correspondent à l'approche « Revival » de Daptone, qui remet au goût du jour le son soul des années 1960 et 1970.

## Biographie
Charles Bradley est né à Gainesville dans l'État de Floride le 5 novembre 1948 et a grandi à Brooklyn, quartier de New York. Il passe la plus grande partie de son enfance dans la rue. En 1962, quand sa sœur l'emmène voir James Brown à l'Apollo, l'énergie de James Brown laisse une forte impression sur Charles Bradley. Aussitôt rentré chez lui, il commence à s'entraîner chez lui avec un balai et une corde pour simuler le micro, essayant de copier les gestes du parrain de la soul.
Charles Bradley quitte Brooklyn via Job Corps, un programme fédéral visant à aider les jeunes, sous conditions de ressources, à compléter leur formation. Il est alors placé à Bar Harbor dans le Maine où il apprend à cuisiner. Simultanément, il monte un groupe. Il a sa première expérience de la scène lorsqu'il chante pour le personnel féminin de Job Corps dans la société Poland Springs. Face à la réaction du public, Charles sait qu'il est destiné à devenir chanteur. Malheureusement, les membres de son groupe doivent partir au Vietnam et il est obligé de travailler comme chef cuisinier à Wassaic à New York dans un hôpital psychiatrique où il passe neuf ans.
Après avoir quitté New York pour la Californie, en passant par le Canada, il finit par trouver un poste de chef cuisinier en Alaska. Bien que le salaire soit correct, ses relations compliquées avec ses collègues le poussent à rentrer en Californie. Il y passe 20 ans comme cuisinier tout en continuant à chanter, sans avoir cependant de groupe fixe. Juste au moment où il va enfin pouvoir acheter une maison, il est licencié de son travail. Il décide de repartir à Bushwick (Brooklyn) pour retrouver sa famille et se lancer réellement dans la musique. À 51 ans, il trouve un public dans les clubs de Brooklyn en faisant son show à base de titres de James Brown sous le nom de « Black Velvet »
Un matin, Charles Bradley est réveillé dans la maison de sa mère par la police qui lui apprend que son frère a été tué par son neveu (cette histoire devint plus tard le thème de sa chanson Heartaches And Pain).
C'est à ce moment-là que Gabriel Roth de Daptone Records voit son show sous le nom de Black Velvet au Tarheel Lounge à Bedstuy. Roth l'amène dans les studios de Daptone pour une session avec les Sugarman 3. Take It As It Comes, son premier single sur Daptone Records, lui permet de faire ses preuves. Roth amène Charles Bradley à Staten Island pour rencontrer Dirt Rifle and the Bullets, un jeune groupe de funk influencé par James Brown et les Meters. Thomas Brenneck, compositeur et guitariste des Bullets, sympathise avec Charles Bradley et ils commencent à travailler ensemble. Ils réalisent 2 singles sur Daptone sous le nom « Charles Bradley and the Bullets », mais les Bullets se séparent bientôt pour former le groupe d'afrobeat The Budos Band. Brenneck et Bradley deviennent de très bon amis par la suite.
Thomas Brenneck monte le groupe de soul instrumentale The Menahan Street Band et enregistre l'album Make the Road by Walking sur le label Dunham Records qu'il vient de créer à l'intérieur de Daptone Records. Leur style et leur son se révèlent totalement adaptés à la voix de Charles Bradley. Ils composent l'album No Time For Dreaming sur lequel le Menahan Street Band joue toutes les parties instrumentales et qui est publié le 25 janvier 2011.
Il meurt des suites d'un cancer de l'estomac le 23 septembre 2017 à l’âge de 68 ans.

## Discographie

### Albums studio
| Année | Album                | Label et numéro de catalogue              |
| ----- | -------------------- | ----------------------------------------- |
| 2011  | No Time For Dreaming | Daptone Records DAP-021 / Dunham DUN-1001 |
| 2013  | Victim of Love       | Daptone Records / Dunham                  |
| 2016  | Changes              | Daptone Records DAP-041 / Dunham DUN-1005 |
| 2018  | Black Velvet         | Daptone Records / Dunham                  |

### Singles
| Année | Titre                                                                      | Artiste                                                 | Label et numéro de catalogue              |
| ----- | -------------------------------------------------------------------------- | ------------------------------------------------------- | ----------------------------------------- |
| 2002  | Take It As It Come, Pt. 1 / Take It As It Come, Pt. 2                      | Charles Bradley and Sugarman & Co.                      | Daptone Records DAP-1005                  |
| 2004  | Now That I'm Gone (Look How You're Crying) / Can't Stop Thinking About You | Charles Bradley and the Bullets                         | Daptone Records DAP-1014                  |
| 2006  | This Love Ain't Big Enough For The Two Of Us                               | Charles Bradley and the Bullets                         | Daptone Records DAP-1021                  |
| 2007  | The World (Is Going Up In Flames) / Heartaches And Pain                    | Charles Bradley & Menahan Street Band / Charles Bradley | Daptone Records DAP-1034 / Dunham DNM-102 |
| 2008  | The Telephone Song                                                         | Charles Bradley                                         | Daptone Records DAP-1041 / Dunham DUN-103 |
| 2010  | No Time For Dreaming / Golden Rule                                         | Charles Bradley & Menahan Street Band                   | Daptone Records DAP-1055 / Dunham DUN-107 |
| 2010  | Every Day Is Christmas (When I'm Lovin' You) / Mary's Baby                 | Charles Bradley featuring The Gospel Queens             | Daptone Records DAP-1058 / Dunham DUN-109 |

### Participations

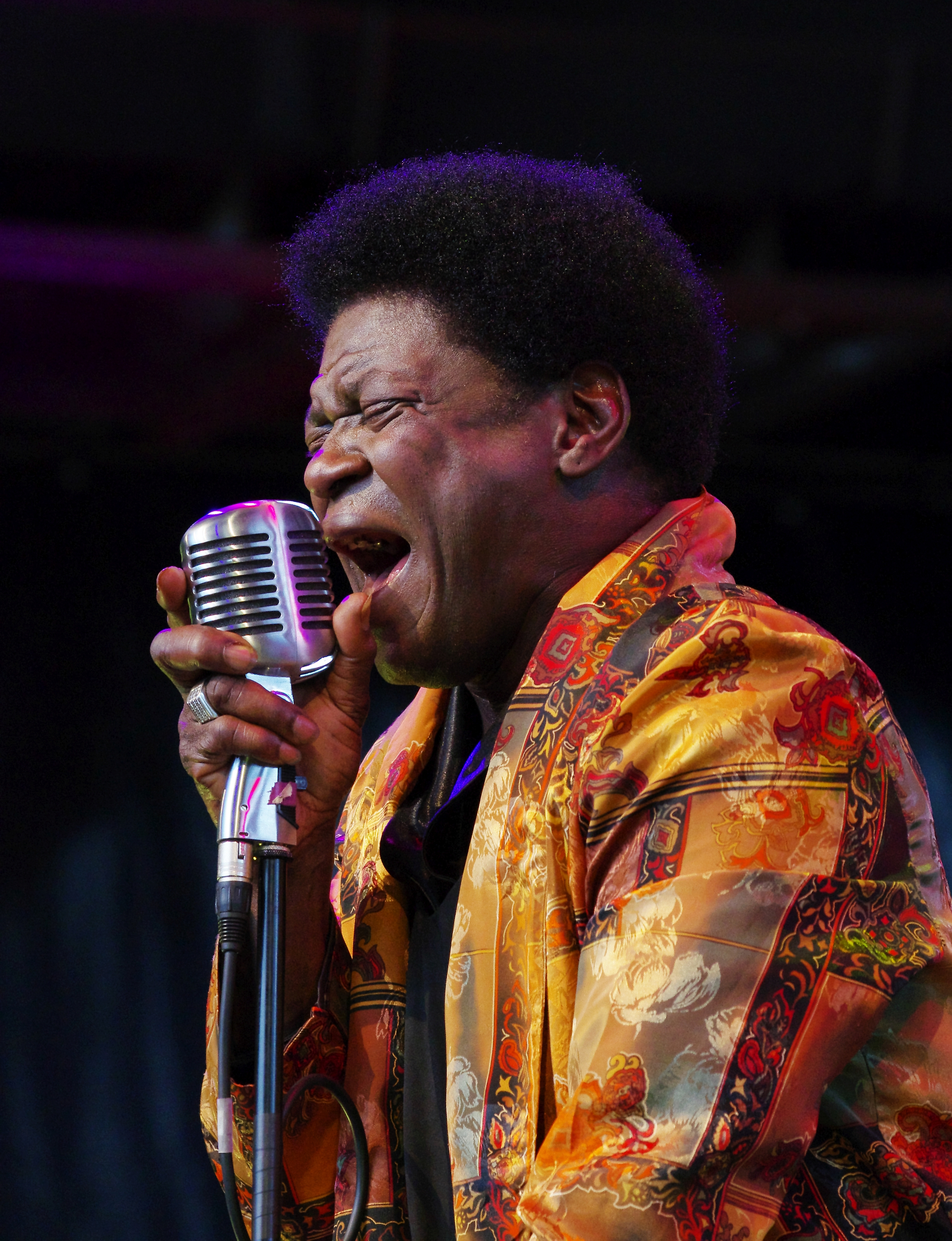
Charles Bradley au festival de Traumzeit 2013.

- Take It As It Comes sur l'album des The Sugarman 3 : Pure Cane Sugar (2002).
- Take It As It Comes (Afrodisiac Soundsystem Remix) sur l'album Daptone Records Remixed (2007).
- Stay away sur l'album SPIN Tribute to Nirvana's 'Nevermind' (2011).
- 2017 : Otis en duo avec Eddy Mitchell sur son album La Même Tribu

## Télévision
- 2016 : Luke Cage - saison 1, épisode 3 : lui-même